# Stomachetocella
Stomachetocella är ett släkte av mossdjur som beskrevs av Ferdinand Canu och Ray Smith Bassler 1917. Stomachetocella ingår i familjen Stomachetosellidae.
Släktet innehåller bara arten Stomachetocella sinuosa. Stomachetocella är enda släktet i familjen Stomachetosellidae.